# Одоевский, Яков Никитич
Я́ков Ники́тич Одо́евский (ум. 9 августа 1697) — князь, крупный русский военный и государственный деятель, стольник, воевода и дворецкий, ближний боярин. Рюрикович в XXIII колене.
Сын боярина князя Никиты Ивановича Одоевского и Евдокии Фёдоровны Шереметевой.

## Биография
Впервые упоминается в разрядных книгах в октябре 1653 года в чине комнатного стольника. В 1654 году сопровождал царя Алексея Михайловича в первом походе на Великое княжество Литовское, "приказано ездить за царём". После возвращения в Москву служил при царском дворе и получил в награду кубок и придачу к окладу. В мае 1655 году участвовал в новом царском походе на Литву. 11 июня 1656 года стольник, отправлен из Полоцка на мирный русско-литовский съезд в Вильно. Находился в свите своего отца, боярина князя Никиты Ивановича Одоевского, назначенного великим полномочным послом. Осенью после возвращения в Москву продолжил придворную службу, часто бывал рындой при приёмах иностранных послов и во время поездок царя по монастырям часто "смотрел в столы" во время царских обедов.
16 августа 1663 года пожалован из стольников в бояре и дворецкие. Назначен воеводой в Астрахань (1663—1666). В 1666 году вернулся в Москву и продолжил службу при царском дворе. 5 июня 1668 года на церемонии проводов Вселенского патриарха Макария, был на 2-й встрече и титуловался: ближним бояриным и наместником Костромским. В 1670 году назначен судьей в Приказ Казанского дворца (1670—1671). Во время его руководства приказом — Карпом Аникеевым, было составлено описание Волги. 22 января 1671 года на царской свадьбе был "дружкой", а его жена "свахой" с государевой стороны.
В 1672 году во время народного восстания под предводительством Степана Разина вторично назначен первым воеводой в Астрахань (1672—1674). Его "товарищами" (заместителями) были стольник Иван Михайлович Коркориднов и стряпчий Василий Лаврентьевич Пушечников. Царь Алексей Михайлович поручил князю Якову Никитичу провести следствие над лидерами повстанцев. Он приказал арестовать Фёдора Шелудяка, Алешку Грузинского, Колокольникова, Красулина и многих других лидеров, одни из которых были казнены, а другие отправлены на службу в другие города.
В 1673 году вёл переговоры с калмыцкими тайшами и ногайскими мурзами, уговаривая их предпринять совместный с донскими и запорожскими казаками поход на крымские и турецкие владения.
За время своего воеводства в Астрахани устроил в городе новый гостиный двор на месте старого, сожженного разинцами, и наладил торговые отношения с армянскими и персидскими купцами.
В 1676 году находился в Москве, где описывал казну и имущество покойного царя Алексея Михайловича. Участвовал в польском посольском съезде 1676 года. В 1677 году назначен новым царем Фёдором Алексеевичем судьей в Сыскной приказ, во время отсутствия царя часто назначался правителем в столице. Управлял приказами: Казанского дворца и Стрелецким приказом (1681—1683).
В 1682 году после смерти царя Фёдора Алексеевича сохранил своё влияние при царском дворе и постепенно стал замещать своего стареющего отца Никиту Ивановича Одоевского. По сдаче Приказа Казанского дворца, назначен 2 декабря 1683 года великим и полномочным послом на съезде с польскими послами. Писался — наместником Астраханским. Осенью 1684 года отправлен на съезд с польско-литовскими комиссарами в Андрусово на Смоленщине, где вёл переговоры о заключении вечного мира между Русским царством и Речью Посполитой.
Управлял Аптекарским приказом (1689—1697). 12 сентября 1689 года указано ему также быть в Палате у расправных дел. Возглавил в 1690 году — Пушкарский приказ.
Имел поместья и вотчины в Московском уезде.
Скончался 9 августа 1697 года, похоронен в церкви Кирилла Белозерского в Кирилловском подворье в Московском Кремле, могила утрачена.

## Семья
Женат на Анне Михайловне (предположительно последней княжне Пронской), дочери князя Михаила Петровича Пронского. 
Имели дочерей:
- Марфа (ум. 1699) — 2-я жена князя Михаила Яковлевича Черкасского (ум. 1712), погребена в Богоявленском монастыре.
- Анна (ум. 1750) — с 1684 года жена князя Дмитрия Михайловича Голицына (1665—1737).
- Домна — её бабка княгиня Евдокия Фёдоровна Одоевская завещала образ (1671).